# Sounding the Seventh Trumpet
Sounding the Seventh Trumpet (en español: Sonando la séptima trompeta) es el álbum debut de la banda estadounidense de heavy metal Avenged Sevenfold. Después de haber sido editado en 2001 por Good Life Recordings, fue reeditado por Hopeless Records el 19 de marzo de 2002. Cabe destacar que en esta nueva realización, el nuevo guitarrista líder, Synyster Gates, tocó esta nueva versión llamada «To End the Rapture». Esta canción es uno de los temas más cortos. Una entrevista con Avenged Sevenfold cuenta que los riffs fueron creados en clases de guitarra y se mezclaban entre sí, es por eso la incoherencia en las canciones. El álbum solo ha vendido aproximadamente 500 000 unidades.

## Antecedentes de las canciones
The Rev grita junto con Valary DiBenedetto en «The Art of Subconscious Illusion». The Rev canta en las canciones «We Come out at Night», «An Epic of time Wasted» y también toca el piano en Warmness on the Soul. The Rev grabó todo en una sola toma, todo lo demás lo fue sobre la base de la batería. M. Shadows toca la guitarra acústica en Warmness on the Soul. Synyster Gates solo toca la guitarra en «To End the Rapture» o en vivo. «Streets» fue escrita por M. Shadows con su exbanda Sucessful Failure, es por eso su estilo diferente a las demás canciones. La canción «Shattered by Broken Dreams» fue escrita por M. Shadows a su amigo Justin Sane, ya que Justin intentó suicidarse y Matt lo salvó, es por eso el significado tan triste de la canción.

## Lanzamiento
La fecha de lanzamiento de la versión inicial de este álbum se teoriza en muchas fuentes. En el sitio web oficial de la banda, figura el 31 de enero de 2001. Sin embargo, en versiones archivadas del sitio web, las noticias indican que el álbum, distribuido por Lumberjack Distributions, se planeó originalmente para finales de abril de 2001. Por razones desconocidas, tuvo que posponerse varias veces, primero para el 10 de junio y luego para el 20 de junio. Un artículo de Loudwire sobre el 17º aniversario del álbum indica el 24 de julio como fecha de lanzamiento real. Se relanzó el 19 de marzo de 2002.

## Lista de canciones
Todas las canciones escritas y compuestas por Avenged Sevenfold, excepto donde se indica. 
| N.º | Título                             | Duración |  |
| 1.  | «To End the Rapture»               | 1:24     |  |
| 2.  | «Turn the Other Way»               | 5:36     |  |
| 3.  | «Darkness Surrounding»             | 4:49     |  |
| 4.  | «The Art of Subconscious Illusion» | 3:45     |  |
| 5.  | «We Come Out at Night»             | 4:44     |  |
| 6.  | «Lips of Deceit»                   | 4:09     |  |
| 7.  | «Warmness on the Soul»             | 4:19     |  |
| 8.  | «An Epic of Time Wasted»           | 4:18     |  |
| 9.  | «Breaking Their Hold»              | 1:11     |  |
| 10. | «Forgotten Faces»                  | 3:26     |  |
| 11. | «Thick and Thin»                   | 4:15     |  |
| 12. | «Streets»                          | 3:06     |  |
| 13. | «Shattered By Broken Dreams»       | 7:08     |  |

## Créditos
Avenged Sevenfold
- M. Shadows – Voz
- Synyster Gates - Guitarra líder
- West Douldin - Guitarra rítmica
- Johnny Christ - Bajo
- The Rev - Batería

Participaciones adicionales
- Valary DiBenedetto - Gritos en «The Art of Subconscious Illusion»

Producción
- Grabado en Westbeach Hollywood Records, USA
- Producido y mezclado por Donnel Cameron y Avenged Sevenfold
- Remasterizado por Ramon Breton y Avenged Sevenfold